# Fuzhou (Jiangxi)
Fuzhóu (en chino: 抚州, pinyin: Fǔzhōu) es una ciudad-prefectura en la provincia de Jiangxi, República Popular China. Limita al norte Nanchang , al sur con Sanming, al oeste con Xinyu y al este con Yingtan. Su área es de 18800 km² y su población total es de 3,7 millones. La ciudad es rodeada por el río fu, afluente del río Yangtsé.

## Administración
La ciudad prefectura de Fuzhóu se divide en 1 distrito y 10 condados:
- Distrito Linchuan (临川区)
- Condado Nancheng (南城县)
- Condado Nanfeng (南丰县)
- Condado Lichuan (黎川县)
- Condado Chongren (崇仁县)
- Condado Le An (乐安县)
- Condado Yihuang (宜黄县)
- Condado Jinxi (金溪县)
- Condado Zixi (资溪县)
- Condado Guangchang (广昌县)
- Condado Dongxiang (东乡县)

## Clima
| Parámetros climáticos promedio de Fuzhóu (952-2010） | Parámetros climáticos promedio de Fuzhóu (952-2010） | Parámetros climáticos promedio de Fuzhóu (952-2010） | Parámetros climáticos promedio de Fuzhóu (952-2010） | Parámetros climáticos promedio de Fuzhóu (952-2010） | Parámetros climáticos promedio de Fuzhóu (952-2010） | Parámetros climáticos promedio de Fuzhóu (952-2010） | Parámetros climáticos promedio de Fuzhóu (952-2010） | Parámetros climáticos promedio de Fuzhóu (952-2010） | Parámetros climáticos promedio de Fuzhóu (952-2010） | Parámetros climáticos promedio de Fuzhóu (952-2010） | Parámetros climáticos promedio de Fuzhóu (952-2010） | Parámetros climáticos promedio de Fuzhóu (952-2010） | Parámetros climáticos promedio de Fuzhóu (952-2010） |
| Mes                                                  | Ene.                                                 | Feb.                                                 | Mar.                                                 | Abr.                                                 | May.                                                 | Jun.                                                 | Jul.                                                 | Ago.                                                 | Sep.                                                 | Oct.                                                 | Nov.                                                 | Dic.                                                 | Anual                                                |
| ---------------------------------------------------- | ---------------------------------------------------- | ---------------------------------------------------- | ---------------------------------------------------- | ---------------------------------------------------- | ---------------------------------------------------- | ---------------------------------------------------- | ---------------------------------------------------- | ---------------------------------------------------- | ---------------------------------------------------- | ---------------------------------------------------- | ---------------------------------------------------- | ---------------------------------------------------- | ---------------------------------------------------- |
| Temp. máx. abs. (°C)                                 | 27.5                                                 | 30.0                                                 | 31.8                                                 | 35.1                                                 | 35.7                                                 | 37.6                                                 | 40.2                                                 | 41.5                                                 | 39.0                                                 | 36.3                                                 | 31.9                                                 | 28.7                                                 | 41.5                                                 |
| Temp. máx. media (°C)                                | 9.9                                                  | 11.7                                                 | 15.8                                                 | 22.3                                                 | 26.8                                                 | 30.0                                                 | 33.7                                                 | 33.1                                                 | 28.9                                                 | 24.1                                                 | 18.3                                                 | 13.0                                                 | 22.3                                                 |
| Temp. media (°C)                                     | 5.8                                                  | 7.6                                                  | 11.7                                                 | 18.0                                                 | 22.4                                                 | 25.8                                                 | 28.8                                                 | 28.2                                                 | 24.3                                                 | 19.2                                                 | 13.3                                                 | 7.9                                                  | 17.8                                                 |
| Temp. mín. media (°C)                                | 3.0                                                  | 4.8                                                  | 8.7                                                  | 14.7                                                 | 19.1                                                 | 22.3                                                 | 25.3                                                 | 24.7                                                 | 21.1                                                 | 15.6                                                 | 9.7                                                  | 4.4                                                  | 14.5                                                 |
| Temp. mín. abs. (°C)                                 | −7.8                                                 | −7.5                                                 | -2.9                                                 | 2.0                                                  | 9.6                                                  | 14.1                                                 | 19.3                                                 | 17.7                                                 | 11.3                                                 | 2.2                                                  | -3.7                                                 | −10.9                                                | -10.9                                                |
| Precipitación total (mm)                             | 77.2                                                 | 110.3                                                | 195.6                                                | 237.3                                                | 250.0                                                | 303.8                                                | 142.8                                                | 132.3                                                | 90.0                                                 | 64.9                                                 | 56.7                                                 | 43.9                                                 | 1704.8                                               |
| Días de precipitaciones (≥ 1 mm)                     | 14.6                                                 | 15.0                                                 | 19.6                                                 | 19.2                                                 | 18.2                                                 | 16.8                                                 | 11.7                                                 | 12.5                                                 | 10.5                                                 | 9.2                                                  | 8.7                                                  | 8.8                                                  | 164.8                                                |
| Horas de sol                                         | 81.8                                                 | 72.8                                                 | 72.3                                                 | 93.7                                                 | 126.0                                                | 147.6                                                | 245.0                                                | 221.8                                                | 165.8                                                | 148.9                                                | 128.4                                                | 130.9                                                | 1635                                                 |
| Humedad relativa (%)                                 | 83                                                   | 83                                                   | 85                                                   | 83                                                   | 83                                                   | 83                                                   | 76                                                   | 79                                                   | 82                                                   | 81                                                   | 80                                                   | 79                                                   | 81.4                                                 |
| Fuente: 中国气象局 国家气象信息中心 2014年1月1日     |                                                      |                                                      |                                                      |                                                      |                                                      |                                                      |                                                      |                                                      |                                                      |                                                      |                                                      |                                                      |                                                      |